# Costa do Centro-Norte
A Costa do Centro-Norte ou Bac Trung Bo é uma das 8 regiões do Vietnã. As regiões do Vietnã não possuem fins administrativos apenas econômicos e estatísticos.

## Províncias
- Ha Tinh
- Nghe An
- Quang Binh
- Quang Tri
- Thanh Hoa
- Thua Thien-Hue